# Distrikt Lonya Grande
Der Distrikt Lonya Grande liegt in der Provinz Utcubamba in der Region Amazonas in Nord-Peru. Der Distrikt wurde am 5. Februar 1861 gegründet. Er besitzt eine Fläche von 364 km². Beim Zensus 2017 wurden 10.937 Einwohner gezählt. Im Jahr 1993 lag die Einwohnerzahl bei 8690, im Jahr 2007 bei 9437. Sitz der Distriktverwaltung ist die 1251 m hoch gelegene Kleinstadt Lonya Grande mit 3059 Einwohnern (Stand 2017). Lonya Grande befindet sich 38 km südlich der Provinzhauptstadt Bagua Grande.

## Geographische Lage
Der Distrikt Lonya Grande liegt am rechten Flussufer des nach Nordwesten strömenden Río Marañón im Süden der Provinz Utcubamba. Der Distrikt erstreckt sich über die Westflanke der peruanischen Zentralkordillere.
Der Distrikt Lonya Grande grenzt im Südwesten an die Distrikte Pión (Provinz Chota) und Cujillo (Provinz Cutervo), im Nordwesten an den Distrikt Yamón, im Nordosten an die Distrikte Bagua Grande und Jamalca, im äußersten Osten an den Distrikt Conila sowie im Südosten an den Distrikt Camporredondo (die beiden zuletzt genannten Distrikte gehören zur Provinz Luya).

## Ortschaften
Neben dem Hauptort gibt es folgende größere Ortschaften im Distrikt:
- Calpon (362 Einwohner)
- Cequiapampa (298 Einwohner)
- Huamboya (339 Einwohner)
- La Unión (355 Einwohner)
- Nueva York (402 Einwohner)
- Ortiz Arrieta (361 Einwohner)
- Roble Pampa (523 Einwohner)
- Rodriguez Tafur (280 Einwohner)
- San Felipe (222 Einwohner)
- Yungasuyo (436 Einwohner)